# Eupagopteryx affinis
Eupagopteryx affinis är en fjärilsart som beskrevs av Aurivillius 1908. Eupagopteryx affinis ingår i släktet Eupagopteryx och familjen ädelspinnare. Inga underarter finns listade i Catalogue of Life.